# 三毛学生意
三毛学生意是一部由滑稽戲改變而成的電影。電影以漫画家张乐平笔下的三毛为主要人物，情节由传统独角戏《剃头店》和《瞎子店》等串联而成。
1957年8月，大众滑稽剧团至北京汇报演出滑稽戲《三毛学生意》，期間周恩來两次观看演出。1958年，滑稽戲改編成電影。

## 劇情
来自苏北高邮农村的儿童三毛到上海投靠过去的邻居三阿姐，三阿姐此時已成了盗骗团伙的一员，三毛也替团伙们骗钱，但他的骗局被人看穿，他也因此被團夥驅逐。後來三毛被理发店师傅收为学徒，不過理髮店师父、师母经常吵架，後來三毛又被算命瞎子带回店里做仆人。三毛不滿瞎子老板欺凌另一位僕人小英，最終与小英出逃。

## 演員表
- 文彬彬一一三毛[3]
- 俞祥明一一老大[3]
- 马秋影一一姐姐[3]
- 刘侠声一一理发师[3]
- 麦静一一老板娘[3]
- 嫩娘一一小英[3]
- 范哈哈一一吴瞎子[3]